# Christian XXX
Christian XXX (Burlington, Vermont; 8 de mayo de 1974) es un prolífico actor pornográfico y director estadounidense, reconocido por sus escenas de sexo con actrices transexuales.

## Primeros años
Nació como Christian Michael Wians en la ciudad de Burlington (estado de Vermont) en mayo de 1974. Poco tiempo después de nacer se trasladó junto a su familia hasta San Antonio (Texas). Sus padres trabajaban para la Fuerza Aérea de los Estados Unidos y es el mayor de tres hermanos.
Estudió durante un año en la Universidad de Tarleton State, donde jugaba al baloncesto. Gracias a su juego, fue transferido a la Universidad de Texas en San Antonio, donde siguió jugando al baloncesto y se graduó en 1997 en Historia. Tras graduarse, trabajó como segundo entrenador en un equipo de la Universidad de Incarnate Word y en la Northeastern Oklahoma A&M College. Tras regresar a Texas, siguió jugando y entrenando al baloncesto y dando clases de historia en un instituto durante dos años, antes de trasladarse a Las Vegas para trabar de puertas en un club.

## Carrera en la industria pornográfica
Durante su etapa universitaria y como entrenador, Christian mantenía una relación con la actriz porno Lovette, apareciendo en alguna producción de ella en el año 2000. En 2003 se puso en contacto con el director pornográfico Chi Chi LaRue para entrar en la industria. Sin embargo, LaRue le comentó si Christian estaría interesado de entrar en el mundo pornográfico pero grabando películas de temática homosexual. Christian aceptó, grabando escenas por las que ganaba hasta 2000 dólares, alternando con el cine porno convencional. Llegó a firmar un contrato de exclusividad con la productora Falcon Studios, con la que trabajó con el nombre de Maxx Diesel.
En 2004 comenzó a grabar escenas de sexo transexual con el pseudónimo actual de Christian XXX. En muchas escenas realiza intercambio de roles, llegando a ser penetrado tanto por transexuales como por mujeres, gracias a arneses. Ha trabajado con actrices destacadas como Domino Presley, Sarina Valentina, Allanah Starr, Vaniity, Jessy Dubai, Kimber James, Yasmin Lee, Nina Lawless, Kendra Sinclaire, Kylie Maria, Sienna Grace, Joanna Jet, Korra Del Rio o Foxxy.
En el año 2017 entró en el Salón de la Fama de los Premios AVN.
Hasta la actualidad, ha grabado más de 6000 películas como actor y ha dirigido cerca de 3600 producciones.

## Premios y nominaciones
| Año  | Ceremonia                  | Resultado | Premio                                 | Trabajo                                        |
| ---- | -------------------------- | --------- | -------------------------------------- | ---------------------------------------------- |
| 2007 | Premios AVN                | Ganador   | Mejor escena de sexo en grupo          | Fashionistas Safado: The Challenge             |
| 2008 | Premios AVN                | Ganador   | Mejor escena de sexo en grupo          | Debbie Does Dallas... Again                    |
| 2008 | Premios AVN                | Nominado  | Mejor escena de sexo en grupo          | Upload                                         |
| 2009 | Premios AVN                | Ganador   | Mejor escena escandalosa de sexo       | Night of the Giving Head                       |
| 2011 | Tranny Awards              | Ganador   | Mejor actor no transexual              | —                                              |
| 2012 | Tranny Awards              | Nominada  | Mejor actor no transexual              | —                                              |
| 2012 | Tranny Awards              | Nominada  | Mejor escena                           | Forbidden Lovers                               |
| 2013 | Tranny Awards              | Nominada  | Mejor actor no transexual              | —                                              |
| 2013 | Premios AVN                | Nominada  | Mejor escena de sexo transexual        | American She-Male X 2                          |
| 2013 | Premios AVN                | Nominada  | Mejor escena de sexo transexual        | TS Playground 1                                |
| 2013 | Premios AVN                | Ganadora  | Mejor escena de sexo transexual        | American Tranny 2                              |
| 2013 | Premios AVN                | Nominada  | Mejor escena de sexo transexual        | T Girl Adventures 9                            |
| 2013 | Sex Awards                 | Nominada  | Hottest Adult Stud                     | —                                              |
| 2013 | Premios XBIZ               | Nominada  | Mejor escena de sexo en película gonzo | Pool Party at Seymore's 3: The Sext Generation |
| 2014 | Premios AVN                | Nominada  | Mejor escena de sexo transexual        | A Secret Desires                               |
| 2014 | Premios AVN                | Nominada  | Mejor escena de sexo transexual        | Transsexual Activity 2                         |
| 2014 | Premios AVN                | Nominada  | Mejor escena de sexo transexual        | TS Jane Marie: 5 Star Bitch                    |
| 2014 | Premios AVN                | Nominada  | Mejor escena de sexo transexual        | Tranny Chaser                                  |
| 2014 | Premios AVN                | Nominada  | Artista masculino del año              | —                                              |
| 2014 | Premios XBIZ               | Nominada  | Mejor escena de sexo en película gonzo | Big Bodacious Knockers 9                       |
| 2015 | Transgender Erotica Awards | Nominada  | Best Non-TS Performer                  | —                                              |
| 2015 | Premios AVN                | Nominada  | Mejor escena de sexo transexual        | America's Next Top Tranny 18                   |
| 2015 | Premios AVN                | Nominada  | Mejor escena de sexo transexual        | Shemale Secret Service                         |
| 2015 | Premios AVN                | Nominada  | Premio fan: Personaje más extravagante | —                                              |
| 2015 | Premios AVN                | Nominada  | Premio fan: Artista masculino favorito | —                                              |
| 2016 | Premios AVN                | Nominada  | Mejor escena de sexo transexual        | Trans X-Perience 2                             |
| 2016 | Premios AVN                | Nominada  | Mejor escena de sexo transexual        | Transsexual Gang Bangers 18                    |
| 2016 | Premios AVN                | Nominada  | Premio fan: Artista masculino favorito | —                                              |
| 2016 | Biggie Awards              | Nominada  | Actor porno del año                    | —                                              |
| 2016 | Biggie Awards              | Nominada  | Personalidad mediática del año         | —                                              |
| 2017 | Premios AVN                | Nominada  | Mejor escena de sexo transexual        | Shemale Shenanigans                            |
| 2017 | Premios AVN                | Nominada  | Premio fan: Artista masculino favorito | —                                              |